# Fesikh
Le fesikh (فسيخ) est un plat traditionnel d’Égypte à base de poisson.

## Consommation
Le fesikh est consommé à la fête du printemps en Égypte (fête de Sham El Nessim (en)) et au Soudan. Il peut servir en assaisonnement ou comme aromate.

## Préparation
Cette préparation est confectionnée à l'avance à partir de poisson salé et fermenté, généralement du mulet, et dégage une forte odeur.

## Dangers
Chaque année, des cas d'empoisonnement résultat d'une préparation incorrecte du fesikh sont mentionnés dans les périodiques égyptiens et, plus spécialement lors de la fête de Cham El-Nessim, quand les habitants consomment cette préparation traditionnelle.
En avril 2012, l’agence canadienne d'inspection des aliments a fait rappeler les produits qui avaient été vendus dans un magasin de Toronto, après que se furent déclarés trois cas d'intoxication en lien avec la consommation de fesikh qui avaient probablement été contaminés par la bactérie Clostridium botulinum.